# Чембілей
Чембілей (рос. Чембилей) — село в Краснооктябрському районі Нижньогородської області Російської Федерації.
Населення становить 353 особи. Входить до складу муніципального утворення Краснооктябрський округ.

## Історія
До травня 2022 року входило до складу муніципального утворення Чембилеевська сільрада.

## Населення
| 2002 | 2010 | 2012 | 2013 | 2014 | 2015 | 2016 |
| ---- | ---- | ---- | ---- | ---- | ---- | ---- |
| 631  | ↘483 | ↘458 | ↘440 | ↘415 | ↘405 | ↘392 |
| 2017 |      |      |      |      |      |      |
| ↘385 |      |      |      |      |      |      |